# Калининградский полуостров
Калинингра́дский, Земландский или Самбийский полуо́стров (нем. Samland) — полуостров в восточной Европе, на территории Калининградской области.

## География

Карта Калининградского полуострова

Полуостров находится на юго-восточном побережье Балтийского моря и разделяет пресноводный Калининградский (Вислинский) залив с Приморской бухтой и морскую Гданьскую бухту на юго-западе с пресноводным Куршским заливом и открытым Балтийским морем на северо-востоке. В северной части полуострова находится мыс Таран, на котором располагается маяк и база войск ПВО. На полуострове много рек, крупнейшие из которых — впадающая в Калининградский залив Преголя и впадающая в Приморскую бухту Нельма. Прочие реки: Алейка, Инструч, Дейма, Анграпа, Неман.
Рельеф полуострова преимущественно равнинный, наибольшие высоты — на юге и юго-востоке полуострова. Высочайшая точка — 110 м над уровнем моря (гора Гальтгарбен). Лесов мало, в основном это вторичные посадки. Берег в северной и западной части крутой, обрывистый, местами скалистый, по мере приближения к Зеленоградску и Куршской косе становящийся более пологим; в южной части также пологий, болотистый. В северной части полуостров переходит в Куршскую косу (является природным памятником, включённым в список Всемирного наследия ЮНЕСКО), в южной в северную часть Балтийской косы — Пиллауский полуостров. Прибрежные пляжи покрыты мелким светлым песком. Западное побережье полуострова называется Янтарным берегом, здесь располагаются крупнейшие в мире залежи янтаря (посёлок Янтарный).
Почвенный покров состоит из дерновых, слабо-, средне - и скрытоподзолистых песчаных и супесчаных почв на морене. Преобладает луговая растительность с участками смешанных лесов. Встречаются буковые рощи.
Шельф у полуострова пологий, постепенно глубины моря доходят до 20 м. Вдоль южного побережья полуострова проходит судоходный Калининградский морской канал, ведущий из Калининградского морского порта в аванпорт Балтийск — главную базу Балтийского флота России.

## История

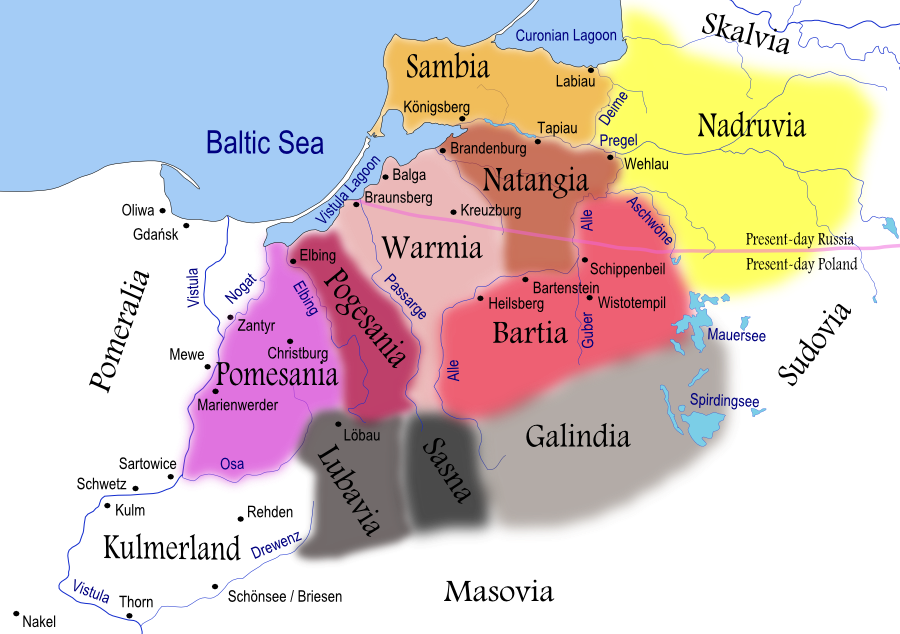
Самбийцы и другие прусские племена в XIII веке

Полуостров в древности был заселён прусским племенем самбов, по которому и получил своё первоначальное название — Самбия (Самбийский полуостров).
После Второй Мировой войны Самбийский полуостров вошёл в состав СССР и получил новое название — Калининградский полуостров; старые названия Земландский полуостров и Самбийский полуостров также часто употребляются и в настоящее время.

## Современность
На полуострове хорошо развитая транспортная инфраструктура, много населённых пунктов, крупнейшие из них: Калининград.
Курорты федерального значения — Светлогорск и Зеленоградск, а также Пионерский, в котором в 2010 году введена в эксплуатацию государственная резиденция (в ведении Управления делами президента РФ).